# هنریک نیچویچکی
هنریک نیچویچکی (انگلیسی: Henryk Niedźwiedzki; ۶ آوریل ۱۹۳۳ – ۹ فوریهٔ ۲۰۱۸) بوکسور اهل لهستان بود.